# Cormocephalus katangensis
Cormocephalus katangensis är en mångfotingart som beskrevs av Bernard Goffinet 1969. Cormocephalus katangensis ingår i släktet Cormocephalus och familjen Scolopendridae. Inga underarter finns listade i Catalogue of Life.